# Коммуна (Пермский район)
Коммуна — деревня в Пермском районе Пермского края. Входит в состав Заболотского сельского поселения.

## Географическое положение
Расположена в нижнем течении реки Чумкосна примерно в 18 км к юго-западу от административного центра поселения, деревни Горшки, и в 59 км к юго-западу от центра города Перми.

## Население
| 2010 |
| ---- |
| 15   |

## Улицы[2]
- Дорожная ул.

## Топографические карты
- Лист карты O-40-76 Юго-камский. Масштаб: 1 : 100 000. Состояние местности на 1983 год. Издание 1984 г.